# Valentí Montoliu

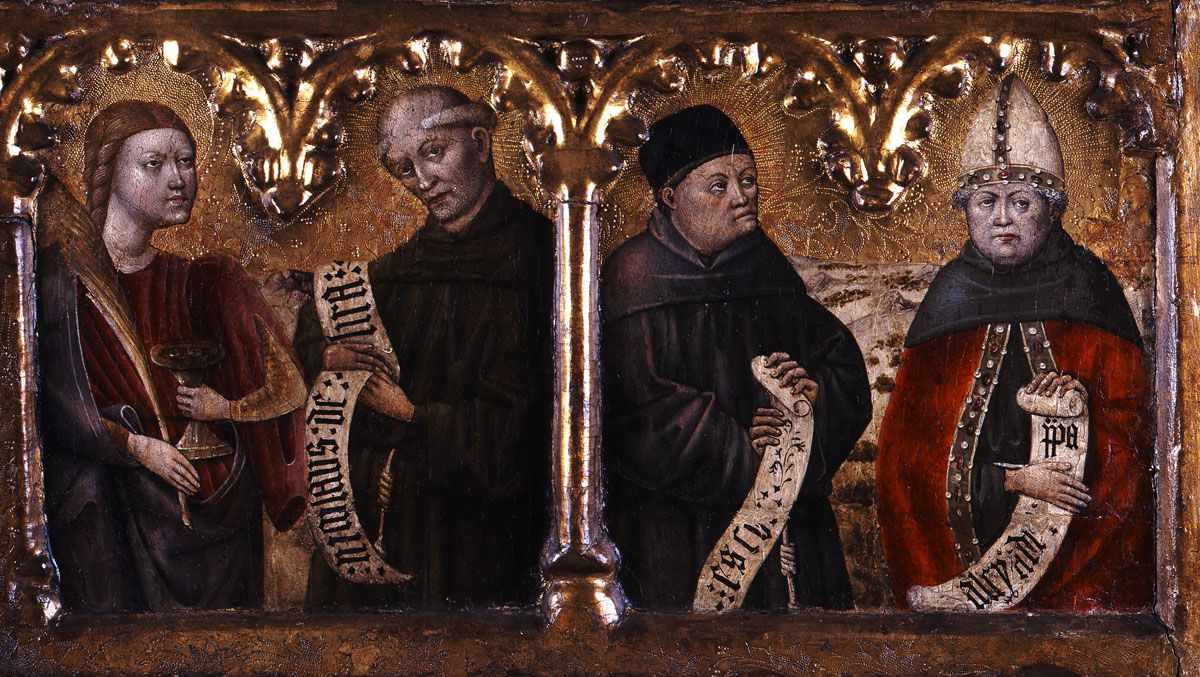
Santa Lucía y Nicolás de Lira; Juan Duns Scoto y el papa Alejandro V, temple sobre tabla, 42 x 83 cm, Budapest, Szépmuvészeti Múzeum.

Valentí Montoliu (fl. 1433-1469) fue un pintor de estilo gótico internacional activo en Tarragona y el Maestrazgo.
Natural probablemente de Tarragona, donde se le encuentra documentado de 1433 a 1447, se estableció a continuación por razones familiares y de trabajo en San Mateo, capital del Maestrazgo, donde introdujo los modos de Bernat Martorell. El primer encargo conocido aquí es el de un retablo dedicado a la Encarnación, san Jorge y san Benito que contrató en 1448 con el maestre de Montesa Gisbert de Montsoriu. Obras conservadas son el retablo de la ermita de la Virgen del Llosar en Villafranca del Cid, contratado en 1455, y el de la ermita de Santa Bárbara de La Mata de Morella (1467), del que se conserva la predela en la parroquial de la misma localidad Junto a ellos, el elevado número de retablos de los que existe solo noticia documental —retablo de la Virgen, san Miguel y san Agustín de la catedral de Tortosa, retablo de Santa Ana en Catí—, y algunas pinturas atribuidas —Museo de Bellas Artes de Budapest—, prueban la importancia que adquirió el taller de Montoliu, el más activo en torno a los años centrales del siglo XV en la diócesis de Tortosa, en el que también trabajaron sus hijos Lluís y Mateu.